# Skavfräken
Skavfräken (Equisetum hyemale) är en art i släktet fräken som kan bli cirka en meter hög.
Skavfräken har en ihålig och ogrenad stjälk, utom vid basen, där några grenar utgår, som ungefär liknar stjälken till form och storlek. Den är mörkgrön eller något blåaktig med vitaktiga, svartbandade slidor. Skavgräset förekommer över hela norra halvklotet, men inte allmänt, och växer i skogsbryn, på torra och magra ängar, på myrlänt mark och så vidare.
Arterna i detta släkte har i allmänhet mycket kiselsyra i sitt örtstånd (jämför med halvgräsen såsom ag), och detta gäller i hög grad för skavfräken, vars stjälkar därigenom är mycket hårda och så sträva, att de kan användas till skurning av kokkärl, polering av metall och trä med mera. Därför har denna art fått namnen "skavgräs", "skavrör", "skäfte", "skurgräs" och så vidare. Tack vare detta har också stjälken nog fasthet att kunna övervintra, och detta är uttryckt i artnamnet hyemale från latinets hiemis - vinter. 
Älvfräken är en hybrid mellan skavfräken och smalfräken. Den är till 30 % steril. Gotlandsfräken är en hybrid mellan skavfräken och Equisetum ramosissimum.